# باشگاه فوتبال سرامیکا کلئوپاترا
باشگاه فوتبال سرامیکا کلئوپاترا (عربی: نادي سيراميكا كليوباترا لكرة القدم) یک باشگاه فوتبال مصری مستقر در جیزه، مصر استکه در حال حاضر در لیگ برتر فوتبال مصر، بالاترین سطح لیگ فوتبال در این کشور به فعالیت می‌پردازد.
این باشگاه متعلق به گروه کلئوپاترا است که توسط محمد ابوالعینین تأسیس شده است.